# Guaduella
Guaduella là một chi thực vật có hoa trong họ Hòa thảo (Poaceae).

## Loài
Chi Guaduella gồm các loài: